# Damian Harris
Damian Harris (* 2. August 1958 in London, England, Großbritannien; manchmal auch D. D. Harris) ist ein britisch-US-amerikanischer Filmregisseur und Drehbuchautor.

## Leben und Leistungen
Damian Harris wuchs in England auf. Er ist ein Sohn von Elizabeth Rees (Elizabeth Rees-Williams) und des Schauspielers Richard Harris. Die Eltern waren von 1957 bis 1969 verheiratet. Seine jüngeren Brüder sind die Schauspieler Jared Harris (* 1961) und Jamie Harris (* 1963). Jared war der Ehemann der Schauspielerin Emilia Fox. Damian Harris’ Stiefvater war Rex Harrison, mit dem die Mutter von 1971 bis 1975 in zweiter Ehe verheiratet war. In seiner Kindheit beobachtete Harris Dreharbeiten der Filmregisseure David Lean und Sam Peckinpah. 1968 trat er als Kind im Film Ein Pechvogel namens Otley (Otley) mit Romy Schneider auf.
In den 1980ern übersiedelte er in die USA, wo er an der New York University ausgebildet wurde. Es schrieb das Drehbuch Night of the Realm und führte bei Kurzfilmen Regie. Sein erster Kinofilm war Er? Will! Sie Nicht? (The Rachel Papers) (1989), der auf einem Roman von Martin Amis beruht. Für diesen Film gewann Harris 1991 beim Paris Film Festival einen Special Jury Prize. Es folgten die Thriller Bad Company (1995) mit Ellen Barkin und Laurence Fishburne, Getäuscht (Deceived) (1991) mit Goldie Hawn und Mercy – Die dunkle Seite der Lust (Mercy) (2000) mit Ellen Barkin und Peta Wilson.
Harris hat aus einer geschiedenen Ehe eine Tochter namens Ella. Später hatte er gemeinsam mit der australischen Schauspielerin Peta Wilson, der Hauptdarstellerin der Fernsehserie Nikita, einen Sohn namens Marlowe, der im Jahr 2002 geboren wurde. Harris und Wilson trafen sich 1992, bald nachdem sie nach Los Angeles gezogen war, und trennten sich nach zirka zehn Jahren.

## Filmografie

### Regisseur
- 1984: Killing Time
- 1988: Greasy Lake
- 1989: Er? Will! Sie Nicht? (The Rachel Papers)
- 1991: Getäuscht (Deceived)
- 1995: Bad Company
- 1996: Strangers (Fernsehserie)
- 1998: Sins of the City (Folgen: Sins of the City und What Love Taught Me)
- 2000: Mercy – Die dunkle Seite der Lust (Mercy)
- 2008: Gardens of the Night
- 2012: To the Moon
- 2017: The Wilde Wedding
- 2023: Brave the Dark

### Drehbuch
- 1989: Er? Will! Sie Nicht? (The Rachel Papers)
- 2000: Mercy – Die dunkle Seite der Lust (Mercy)
- 2008: Gardens of the Night
- 2017: The Wilde Wedding

### Schauspieler
1968: Ein Pechvogel namens Otley (Otley)